# アロー・エレクトロニクス・ジャパン
アロー・エレクトロニクス・ジャパン株式会社（英: Arrow Electronics Japan KK.）は、東京都港区愛宕に本社を置き、半導体・電子部品の国内外への販売を行っている。親会社は、米国コロラド州センテニアルを本拠地とするアロー・エレクトロニクス。

## 沿革
- 1983年1月 - 千代田区外神田にて会社設立。資本金100万円
- 1998年4月 - 資本金9,000万円に増資
- 2004年10月 - 中央区築地1丁目12番22号へ移転
- 2007年10月 - 米国Arrow Electronics, Inc. 100%出資子会社となる。社名を「アロー・ユーイーシー・ジャパン株式会社」に変更
- 2015年4月 - 東京都港区愛宕2丁目5番1号へ移転
- 2016年10月 - 資本金3億125万円に増資
- 2018年2月 - 社名を「アロー・エレクトロニクス・ジャパン株式会社」に変更

## 事業内容
- 半導体、電子部品の国内および海外販売
- ICの製造に関するコーディネイト業務
- パソコン周辺機器、情報関連機器卸販売